# روبرتو ویسیو
روبرتو ویسیو (انگلیسی: Roberto Vissio؛ زادهٔ ۱۱ مارس ۱۹۹۰) بازیکن فوتبال اهل آرژانتین است.
از باشگاه‌هایی که در آن بازی کرده‌است می‌توان به باشگاه اتلتیکو ایندپندینته اشاره کرد.